# Lucia Oetjen
Lucia Oetjen, née le 26 septembre 1981, est une ancienne coureuse cycliste suisse, spécialiste du 4-cross en VTT.

## Palmarès en VTT

### Championnats du monde
- Livigno 2005
  - 10e du four cross
- Val di Sole 2008
  - 6e du four cross
- Champéry 2011
  - 8e du four cross
- Saalfelden-Leogang 2012
  - 5e du four cross
- Leogang 2013
  - 8e du four cross
- Leogang 2014
  - 5e du four cross
- Val di Sole 2015
  -  Médaillée d'argent du four cross
- Val di Sole 2016
  - 5e du four cross

### Coupe du monde
- Coupe du monde de four cross
  - 3e en 2011

### Championnats d'Europe
- 2009
  -  Médaillée de bronze aux championnats d'Europe de four cross
- 2010
  - 7e aux championnats d'Europe de four cross
- 2012
  -  Médaillée de bronze aux championnats d'Europe de four cross

### Championnat de Suisse
- 2005
  - 3e du championnat de Suisse de four cross
- 2007
  -  Championne de Suisse de four cross
- 2011
  -  Championne de Suisse de four cross
- 2014
  -  Championne de Suisse de four cross

### Autres
- 2008
  - 3e de Houffalize (four cross)
- 2011
  - 2e de Val di Sole - four cross (coupe du monde)
  - 3e de Fort William - four cross (coupe du monde)
- 2013
  - 3e de Fort William - four cross (coupe du monde)
- 2014
  - Leibstadt (four cross)

## Palmarès en BMX

### Championnat de Suisse
- 2005
  - 2e du  championnat de Suisse de BMX
- 2006
  - 3e du  championnat de Suisse de BMX
- 2007
  - 3e du  championnat de Suisse de BMX